# Hande Kodja

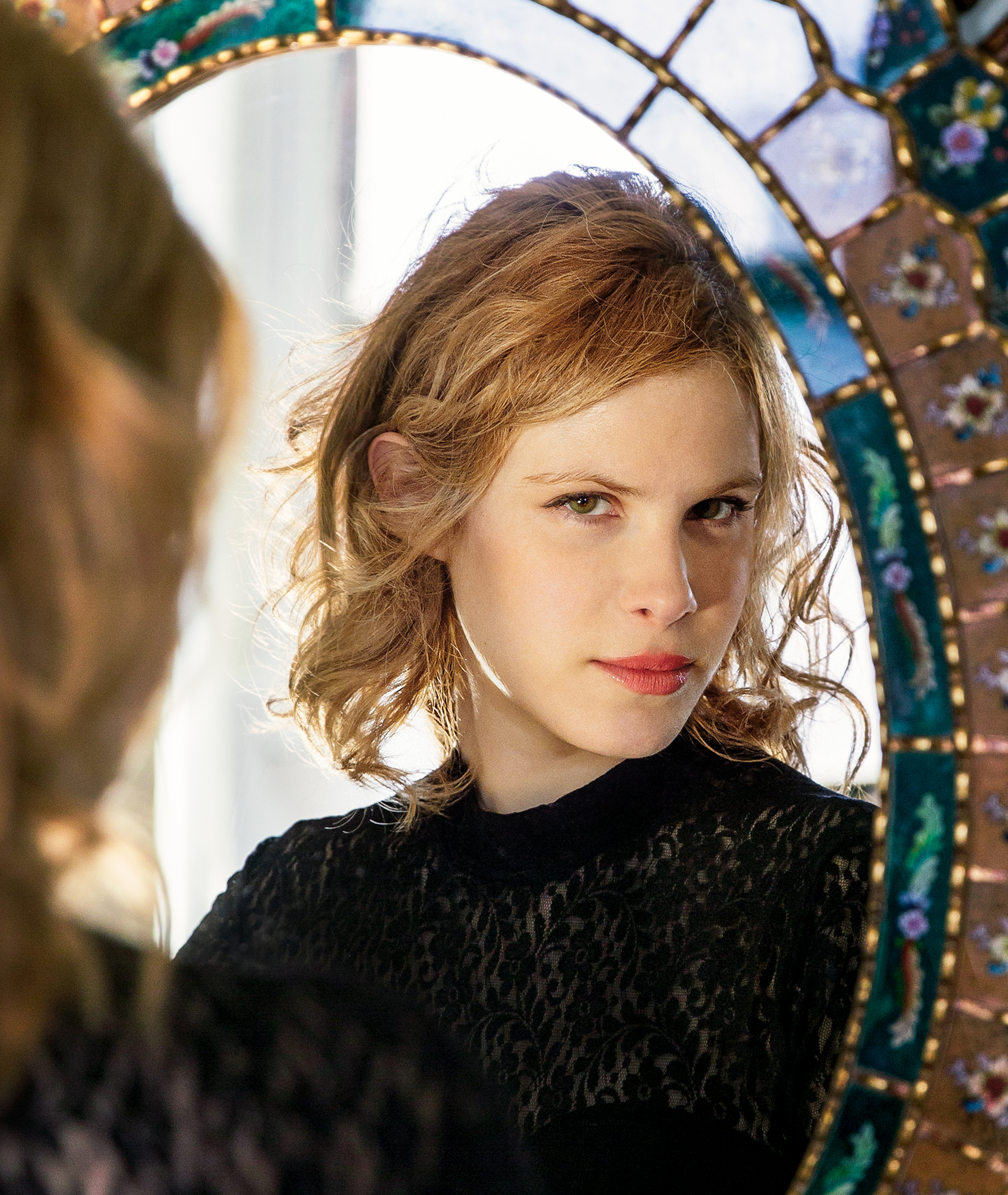
Hande Kodja, 2019

Hande Kodja (* 6. Februar 1984) ist eine französischsprachige belgische Schauspielerin.

## Leben
Hande Kodja besuchte von 1990 bis 1997 die Hochschule für Musik in Brüssel. Dort belegte sie die Fächer Klavier, Violine und Flöte. Danach nahm sie in Waterloo Theaterkurse am Lycée de Berlaymont und studierte bis 2002 Klavier und Musiktheorie an der dortigen Musikhochschule. Anschließend ging sie nach Paris, wo sie zunächst die Cours Florent besuchte und dann von 2004 bis 2007 am Conservatoire national supérieur d’art dramatique in Paris darstellende Kunst studierte.
2006 machte sie erstmals international als Schauspielerin auf sich aufmerksam, als sie die Hauptrolle in dem französischen Spielfilm Meurtrières spielte, der bei den  Internationalen Filmfestspielen von Cannes in der Sektion Un Certain Regard lief. Im gleichen Jahr wurde sie für ihren Auftritt in Jean-Paul Civeyracs Kurzfilm Mon prince charmant in die Reihen der Cannes Talents aufgenommen.  2010 übernahm sie die Titelrolle in dem Drama Marieke und die Männer, wo sie an der Seite von Jan Decleir spielt.

## Filmografie
- 2005: Le temps meurtrier
- 2006: Reise ins Ungewisse (Meurtrières)
- 2006: Mon prince charmant
- 2007: Kapitän Ahab (Capitaine Achab)
- 2008: Familienaffaire (Affaire de famille)
- 2008: La mort qui tue
- 2008: Chez Maupassant
- 2010: Marieke und die Männer (Marieke, Marieke)
- 2010: Jericho
- 2011: The Unlikely Girl
- 2011: Rani – Herrscherin der Herzen (Rani) (Fernsehserie)
- 2012: Nicolas Le Floch (Fernsehserie)
- 2013: Eine Hochzeit und andere Hindernisse (Des gens qui s’embrassent)
- 2014: Rosenn
- seit 2015: Büro der Legenden (Le Bureau des légendes, Fernsehserie, 4 Folgen)
- 2016: L'Insoumise
- 2020: Losers Revolution
- 2020: Music Hole